# Résolution 375 du Conseil de sécurité des Nations unies
Membres permanents
- Chine
- États-Unis
- France
- Royaume-Uni
- URSS

Membres non permanents
- RSS de Biélorussie
- Cameroun
- Costa Rica
- Guyana
- Iraq
- Italie
- Japon
- Mauritanie
- Suède
- Tanzanie

Résolution no 374 Résolution no 376
La résolution 375 est une résolution du Conseil de sécurité de l'ONU votée le 22 septembre 1975 concernant la Papouasie-Nouvelle-Guinée et qui recommande à l'Assemblée générale des Nations unies d'admettre ce pays comme nouveau membre.

## Contexte historique
Colonisée par l'Australie au nom de la Grande-Bretagne (1883) et par l'Allemagne (1884), la Papouasie-Nouvelle-Guinée est indépendante au sein du Commonwealth depuis 1975.
À la suite de cette résolution ce pays est admis à l'ONU le 10 octobre 1975,.

## Texte
- Résolution 375 sur fr.wikisource.org
- Résolution 375 sur en.wikisource.org